# Condor (compagnie aérienne)
Pour les articles homonymes, voir Condor.
Voler par pur plaisir
Condor Flugdienst GmbH, habituellement abrégé en Condor, est une compagnie aérienne allemande fondée en 1955 et basée à l'aéroport de Francfort-sur-le-Main. Condor se positionne sur un marché de vols réguliers de loisir et assure, depuis l'Allemagne, des vols moyen-courriers vers le bassin méditerranéen et les Canaries ainsi que des vols long-courriers vers l'Afrique, l'Asie, l'Amérique du Nord, l'Amérique du Sud et les Caraïbes. Tandis que les vols moyen-courriers sont assurés depuis de nombreux aéroports allemands (et Zurich), les vols long-courriers partent principalement de Francfort, avec quelques départs ponctuels de Düsseldorf et Munich. Condor effectue également des vols charter.
Membre du groupe Thomas Cook pendant près de 20 ans du début des années 2000 jusqu'à son effondrement en 2019, Condor est, depuis juillet 2021, détenu à 51% par le fonds britannique Attestor, les 49% restant étant dans les mains de SG Luftfahrtgesellschaft au nom du gouvernement fédéral allemand et le gouvernement de Hesse.

## Histoire

### 1955-1979: création et premières années
Condor a été fondé le 21 décembre 1955 sous le nom de Deutsche Flugdienst GmbH. Sa propriété initiale a été divisée entre la compagnie maritime allemande Norddeutscher Lloyd (27,75%), l'entreprise maritime Hamburg America Line (27,75%), la compagnie aérienne nationale Deutsche Lufthansa (26%), et la compagnie ferroviaire Deutsche Bundesbahn (18,5%). La flotte initiale de Deutsche Flugdienst se composait de trois avions Vickers VC.1 Viking de 36 passagers; basés à l'aéroport de Francfort, également hub important de Lufthansa à cette époque. Le 29 mars 1956, le premier vol touristique de la compagnie aérienne était un vol de pèlerinage vers la Terre Sainte. Au cours de sa première année d'exploitation, des destinations telles que Majorque et les îles Canaries avaient été ajoutées au réseau de la compagnie aérienne.

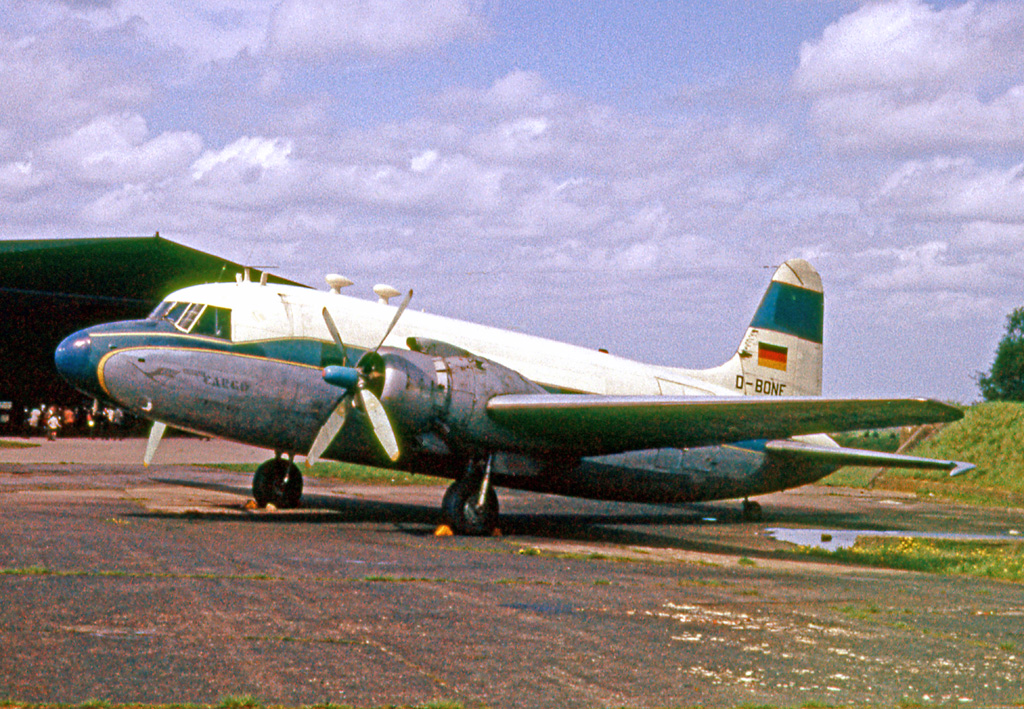
Un avion cargo Condor Vickers Viking 1B opérant pour Lufthansa Cargo en 1964

Entre 1959 et 1960, Lufthansa a racheté les autres parts, acquérant la propriété exclusive de Deutsche Flugdienst,. En 1961, Deutsche Flugdienst a repris son rival Condor-Luftreederei (qui avait été fondé en 1957 par Oetker), changeant par la suite son nom en Condor Flugdienst GmbH, introduisant ainsi le nom "Condor" avec Lufthansa. Au cours de l'année suivante, Condor Flugdienst GmbH détenait 63,3 % de part de marché du tourisme aérien en Allemagne, transportant un total de 66 000 passagers cette année-là; Majorque était de loin la destination la plus populaire, attirant 36 000 touristes.

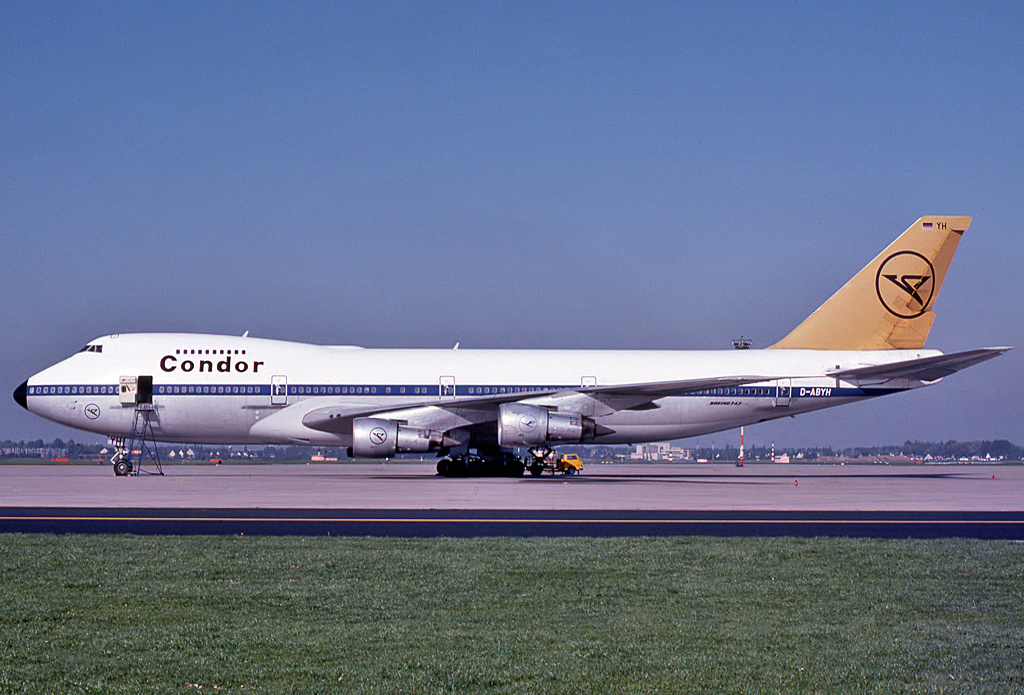
Le Boeing 747-200 de Condor en 1976

La décennie suivante fut une période de croissance considérable pour Condor. En 1966, la compagnie a lancé ses premiers vols long-courriers, atteignant des destinations telles que la Thaïlande, le Sri Lanka, le Kenya ou encore la République dominicaine. En 1971, Condor est devenue la première compagnie aérienne axée sur les loisirs au monde à mettre en service le Boeing 747, le plus gros avion du monde de l'époque. En 1973, la flotte de Condor était composée d'un total de 14 avions de ligne Boeing: deux Boeing 747, deux Boeing 707 et dix Boeing 727.

### 1980–1999: Expansion et restructuration
En 1989, la société a lancé "Condor Flüge Individuell" (plus tard connu sous le nom de Condor Individuell ); cette entreprise a tiré parti de son activité de sièges individuels pour vendre directement des sièges d'avion aux membres du public. Selon un porte-parole de Condor, la compagnie aérienne vendait elle-même environ 15% de ses billets. Au début des années 1990, la société de production Südflug, filiale à 100% de Condor, a été intégrée à la compagnie aérienne. Ce changement a mis les avions de ligne Boeing 757 et Boeing 767 au service de Condor; étant configuré avec des cabines à deux classes. Condor est devenue la première compagnie aérienne touristique à introduire une classe distincte et plus confortable sur ses avions.
En 1995, Condor a élargi ses participations dans d'autres entreprises. Condor-Touristik-Verbund détenait une participation de 30% dans alpha Holding GmbH, 37,5% des actions de Kreutzer Touristik GmbH, détenue à 100% par Fischer Reisen GmbH et une participation de 10% dans Öger Tours GmbH . La compagnie aérienne a également pris possession des 40% détenus par la compagnie aérienne mère Lufthansa dans SunExpress, une compagnie aérienne charter turque; puis par la suite portée à 50%,,.

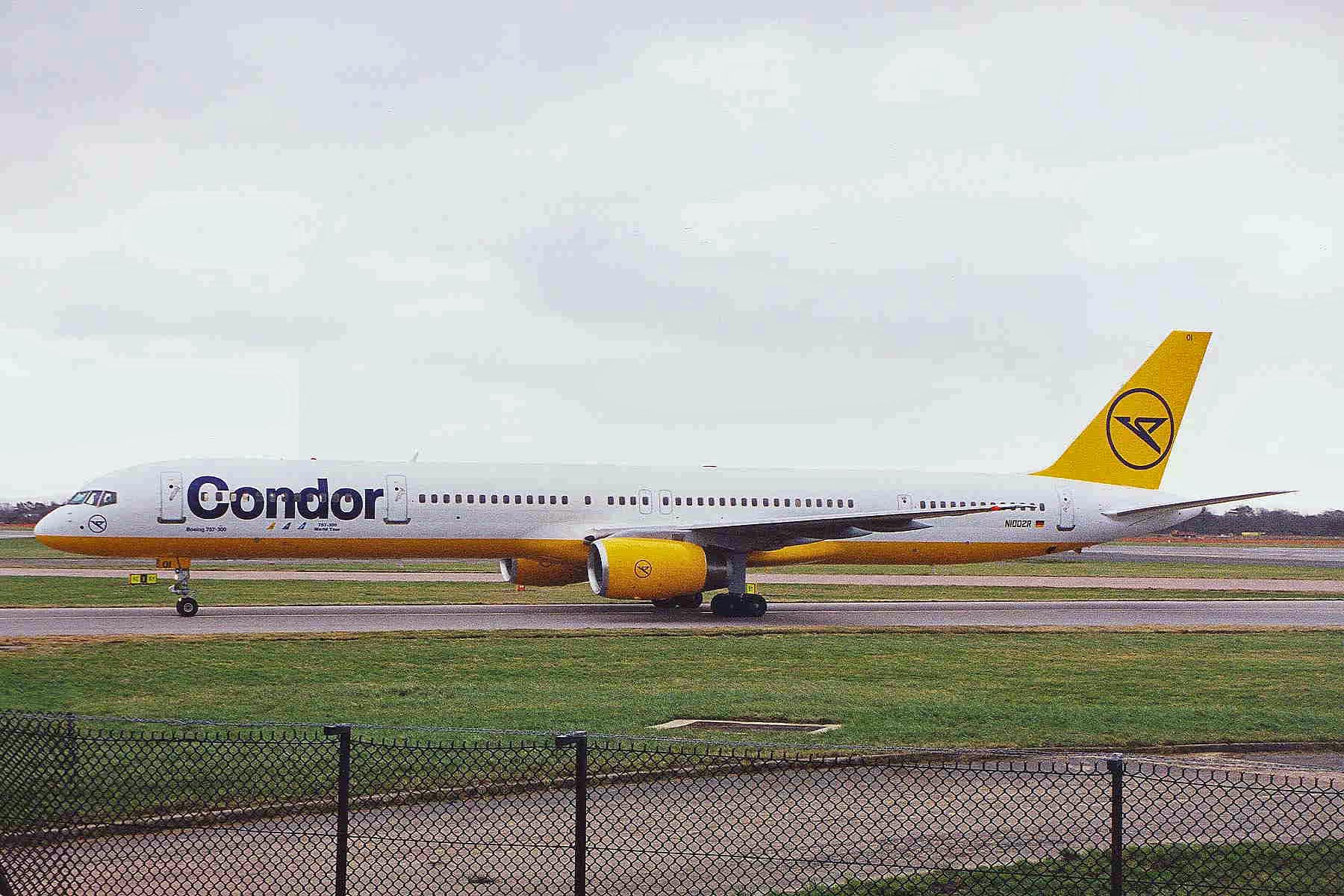
Un Boeing 757-300 de Condor

L'année 1996 a été marquée par le 40e anniversaire de Condor Flugdienst GmbH. Pour cette occasion, l'artiste américain James Rizzi a redécoré un Boeing 757 comme une œuvre d'art volante, parfois appelée le Rizzi-Bird. Dans la seconde moitié de cette année, la société est devenue le client de lancement du Boeing 757-300, après avoir passé douze commandes fermes,. Pour augmenter la flexibilité opérationnelle, Condor a fréquemment formé ses pilotes afin qu'ils puissent exploiter à la fois les Boeing 757 et 767 sans aucune restriction.
En 1998, la compagnie aérienne a créé Condor Berlin GmbH, une filiale dont le siège est à l'aéroport de Berlin-Schönefeld. Cette nouvelle entité était un transporteur à bas prix destiné à concurrencer des concurrents tels que Aero Lloyd et Air Berlin. Condor a estimé que les coûts de sa filiale devraient être inférieurs d'environ 20% à ceux de la société mère,. Cette même année, Condor a passé des commandes pour six Airbus A320-200, l'avion court-courrier le plus moderne du monde à l'époque,.
La fin des années 90 a été marquée par les efforts de consolidation industrielle. La compagnie aérienne mère de Condor, Lufthansa, a choisi de rompre les liens avec Hapag-Lloyd pour s'associer avec Karstadt Group et NUR, son voyagiste. Cela a conduit à la création de la société commune C&N Touristik, réunissant la plus grande compagnie aérienne de vacances d'Allemagne avec des opérations de tourisme. Ainsi, Condor est devenu une entreprise touristique intégrée.

### 2000–2009: Transition vers Thomas Cook
À partir de 2000, les actions de Condor détenues par Lufthansa ont été progressivement acquises par Thomas Cook AG et Thomas Cook Group. Le processus de migration de Condor d'une filiale de Lufthansa en une filiale de Thomas Cook (avec Thomas Cook Airlines, Thomas Cook Airlines Belgium et Thomas Cook Airlines Scandinavia) a commencé avec le changement de marque en tant que Thomas Cook propulsé par Condor le 1er mars 2003. Une nouvelle livrée a été introduite, avec le logo Thomas Cook sur la queue de l'avion et le mot "Condor" écrit dans la police utilisée par Thomas Cook Airlines. Le 23 janvier 2004, Condor a rejoint Thomas Cook AG et est revenu sous la marque Condor. . En décembre 2006, les actions Lufthansa restantes ne représentaient que 24,9%.
| - "Thomas Cook propulsé par Condor" adopté en 2003 - Retour à la marque "Condor" en 2004 |

Le 20 septembre 2007, peu de temps après avoir repris LTU International, Air Berlin a annoncé son intention d'acquérir Condor dans le cadre d'un échange d'actions. Il était prévu d'acheter les 75,1% des actions de Condor détenues par Thomas Cook, les actifs restants de Lufthansa étant acquis en 2010. En retour, Thomas Cook prendrait 29,99% des actions d'Air Berlin Cependant, le 11 septembre 2008, ce plan a été abandonné.

### 2010-présent
En décembre 2010, Thomas Cook Group a choisi la famille Airbus A320 comme type d'avion court-moyen-courrier pour ses compagnies aériennes, l'étude du long-courrier étant prévue pour 2011.
Le 17 septembre 2012, la compagnie aérienne a signé un accord de partage de code avec le transporteur à bas prix mexicain Volaris Le 12 mars 2013, Condor et la compagnie aérienne canadienne WestJet ont conclu un partenariat interligne qui offrira aux clients des vols de correspondance vers / depuis 17 destinations au Canada. Cet accord étend le réseau des deux compagnies aériennes, permettant aux passagers de se connecter au-delà du propre réseau de chaque compagnie aérienne.

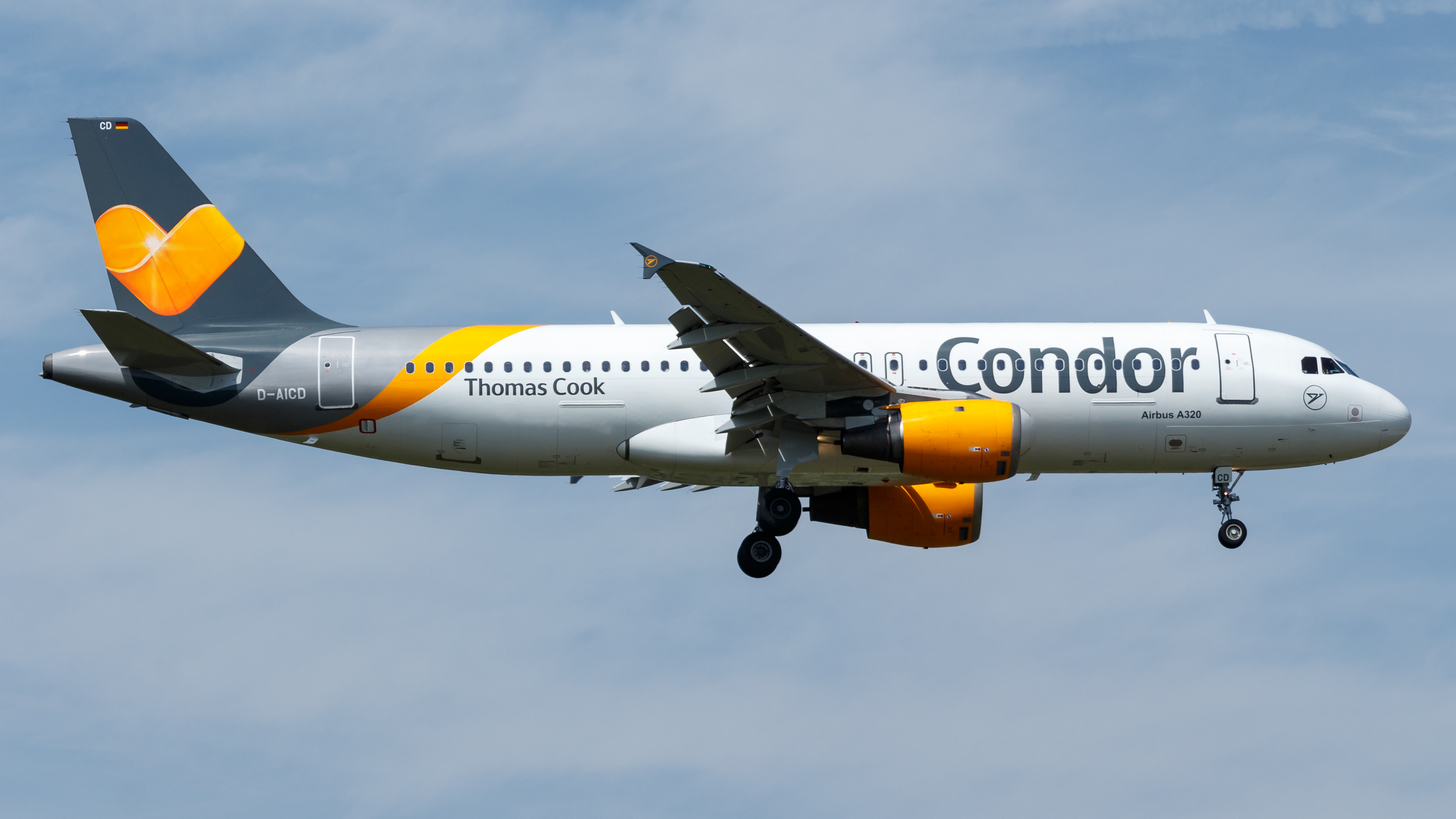
Un A320 arborant la livrée Sunny Heart.

Le 4 février 2013, le groupe Thomas Cook a annoncé que Thomas Cook Airlines, Thomas Cook Airlines Belgium et Condor fusionneraient en un seul segment opérationnel du groupe Thomas Cook, Thomas Cook Group Airlines. Le 1er octobre 2013, le groupe Thomas Cook a dévoilé sa nouvelle identité avec le nouveau symbole unifié de la marque : le "Sunny Heart". Ainsi les avions ont été repeint dans la nouvelle palette de couleurs de l'entreprise soit en gris, blanc et jaune. Sur l'avion, le Sunny Heart sur la queue est censé symboliser l'unification des marques de compagnies aériennes et des voyagistes au sein de l'ensemble du groupe Thomas Cook.
Condor a rénové les cabines de tous ses Boeing 767 -300. De nouveaux sièges ZIM Flugsitz GmbH ont été introduits. Condor a conservé son succès en classe Premium Economy avec plus d'espace pour les jambes et des services supplémentaires. Les nouveaux sièges de la classe affaires (Zodiac Aerospace ) offrent des sièges entièrement automatisés, inclinés à plat, capables de s'incliner à un angle de 170 degrés avec une longueur de lit de 1,80 mètre. La compagnie aérienne a ajouté des sièges dans sa nouvelle section Business Class de 18 à 30 sièges sur trois de ses Boeing 767. Le nouveau divertissement en vol comprend des écrans personnels pour tous les passagers dans les trois classes de service. Condor mettra en œuvre la technologie RAVE IFE de Zodiac In-Flight Entertainment.
Au début de 2017, le PDG de Condor Ralf Teckentrup a présenté un plan de réduction des coûts d'exploitation de 40 millions d'euros, en raison d'une perte de 14 millions € et la baisse du chiffre d'affaires de 1,4 milliard €. Le nombre de passagers a également baissé de 6%. Condor avait également planifié de nouvelles routes vers les États-Unis pour San Diego, la Nouvelle-Orléans et Pittsburgh; tous les vols sont opérés par le 767-300ER.

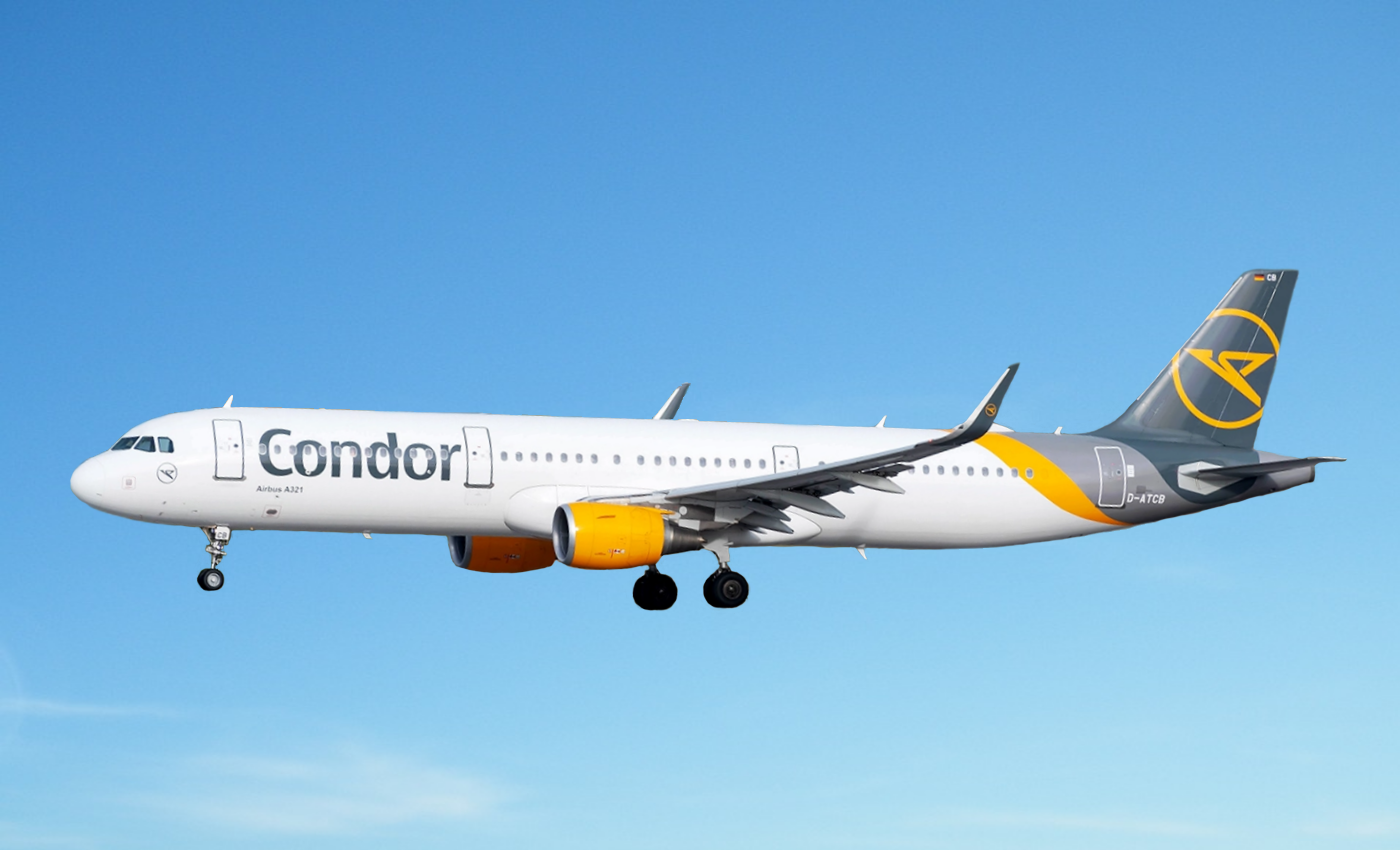
Livrée sur les avions de Condor de 2019 à 2022.

Le 25 septembre 2019, Condor a obtenu des facilités de crédit supplémentaires de 380 millions d'euros pour continuer à voler, malgré l'effondrement du groupe Thomas Cook. Le même jour, un tribunal de Francfort a autorisé des mesures de protection des investisseurs pour permettre la restructuration de Condor. Le 1er décembre 2019, le district de Francfort a officiellement ouvert cette procédure en vertu de la clause «Schutzschirmverfahren» (procédure de bouclier protecteur) avec le liquidateur, Lucas Flöther (de), demandant aux créanciers d'enregistrer leurs créances auprès de lui au plus tard le 8 janvier 2020.
En janvier 2020, LOT Polish Airlines annonce son intention d'acquérir Condor avant de se rétracter le 13 avril 2020, laissant un moment penser à une renationalisation. 
Pour faire face à la pandémie de Covid-19 affectant le transport aérien de passagers, Condor obtient une aide financière du gouvernement allemand à hauteur de 550 millions d'euros, estimant que la compagnie est "saine et rentable en temps normal et qui a de bonnes perspectives d'avenir".
|  |

Le 28 juillet 2021, la compagnie annonce l'achat de sept Airbus A330neo et l'intention de louer neuf autres appareils. à partir de 2022 pour remplacer ses Boeing 767. Le dernier vol commercial de ses Boeing 767 ayant lieu le 11 mars 2024.

## Flotte

### Flotte actuelle
En mai 2025, la flotte de Condor, d'un âge moyen de 11,5 ans, est composée des appareils suivants : 
| Type             | En service | Commandes | Remarques                                                                     |
| ---------------- | ---------- | --------- | ----------------------------------------------------------------------------- |
| Airbus A320-200  | 19         | —         | Remplacés à terme par du A320neo                                              |
| Airbus A321-200  | 13         | —         | Remplacés à terme par du A321neo                                              |
| Airbus A320neo   | 2          | ---       | Première livraison en mai 2024, immatriculation D-ANCZ                        |
| Airbus A321neo   | 6          | ---       | Première livraison prévue en juin 2024                                        |
| Airbus A330neo   | 18         | 9         | Livraison du 18ème fin décembre 2024                                          |
| Boeing 757-300   | 8          | —         | Deux ex-Thomas Cook Airlines                                                  |
| Boeing 767-300ER | —          | —         | 16 exemplaires retirés entre 2022 et mars 2024. Est remplacé par les A330neo. |
| Total            | 66+2(A319) | 9         |                                                                               |

### Ancienne flotte
| Appareil                   | Introduction | Sortie | Notes / références                                                                                        |
| -------------------------- | ------------ | ------ | --- |
| Airbus A300B2              | 1979         | 1989   | |
| Airbus A300B4              | 1979         | 1989   | |
| Airbus A310-200            | 1985         | 1994   | |
| Airbus A310-300            | 1985         | 1994   | |
| Airbus A319-100            | 2011         | 2011   | Un loué chez Hamburg Airways.                                                                             |
| Airbus A330-200            | 2018         | 2019   | Tous loués chez Air Transat. C-GJDA, C-GUFR, and C-GUBL operated by Thomas Cook Airlines.                 |
| Boeing 707-320B            | 1967         | 1981   | |
| Boeing 707-320C            | 1967         | 1981   | |
| Boeing 727-100             | 1965         | 1989   | |
| Boeing 727-200             | 1965         | 1989   | |
| Boeing 737-100             | 1969         | 1971   | |
| Boeing 737-200             | 1981         | 1988   | |
| Boeing 737-300             | 1987         | 1998   | |
| Boeing 747-200B            | 1971         | 1980   | |
| Boeing 747-400M            | 1993         | 1996   | A opéré la route vers Taipei. Loué auprès de Lufthansa.                                                   |
| Boeing 757-200             | 1990         | 2006   | D-ABNF (nommé Rizzi Bird, peint dans une livrée spéciale créée par l'artiste James Rizzi) retiré en 2011. |
| Convair CV-240             | 1957         | 1962   | [ 35 ] |
| Convair CV-440             | 1957         | 1961   | [ 35 ] |
| Douglas DC-8-33            | 1968         | 1969   | Un DC-8 retiré de Südflug par Lufthansa et transféré à Condor.                                            |
| Douglas DC-8-73CF          | 1985         | 1986   | One aircraft leased from and operated by German Cargo.                                                    |
| McDonnell Douglas DC-10-30 | 1979         | 1999   | Remplacé par le Boeing 767-300ER                                                                          |
| Fokker F-27 Friendship     | 1965         | 1968   | |
| Hawker Siddeley HS.125     | 1971         | 1991   | [ 37 ] |
| Vickers Viking             | 1956         | 1964   | [ 38 ] |
| Vickers Viscount           | 1962         | 1969   | |

### Livrées historiques

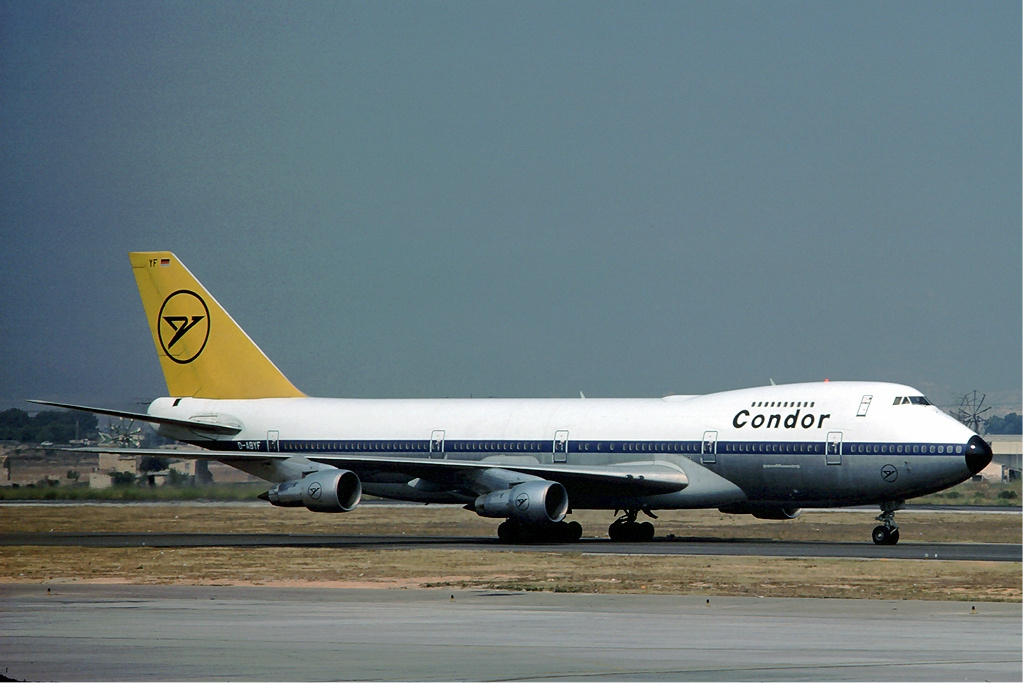
Un Boeing 747-200 de Condor, anciennes couleurs (années 1970).
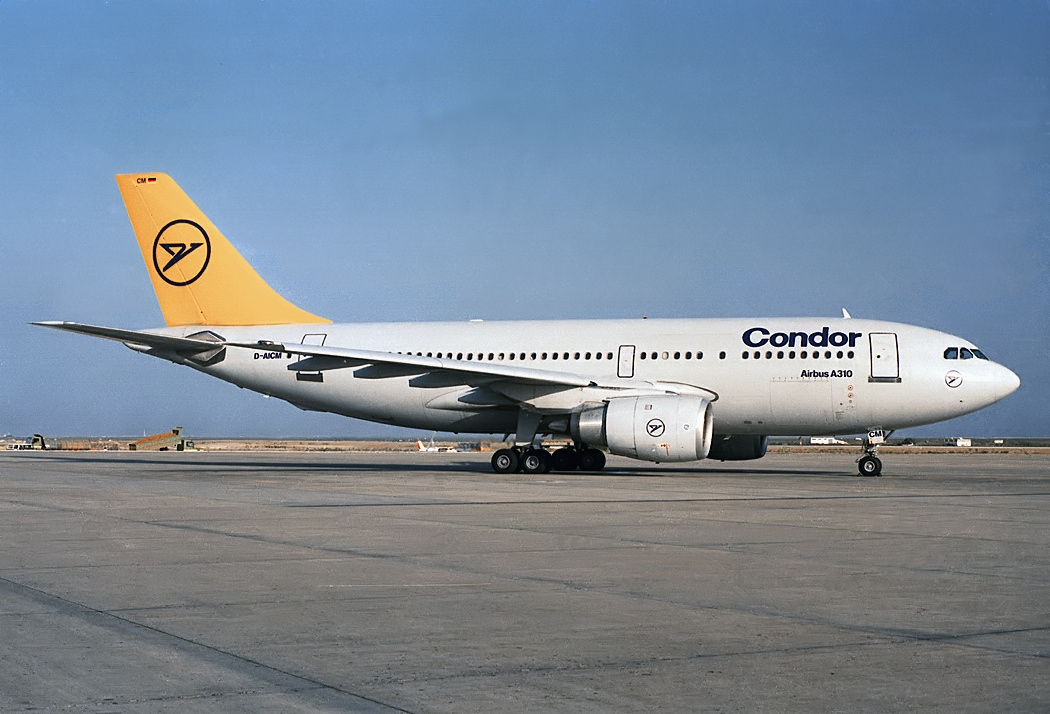
Un Airbus A310-203 de Condor, anciennes couleurs (années 1980).
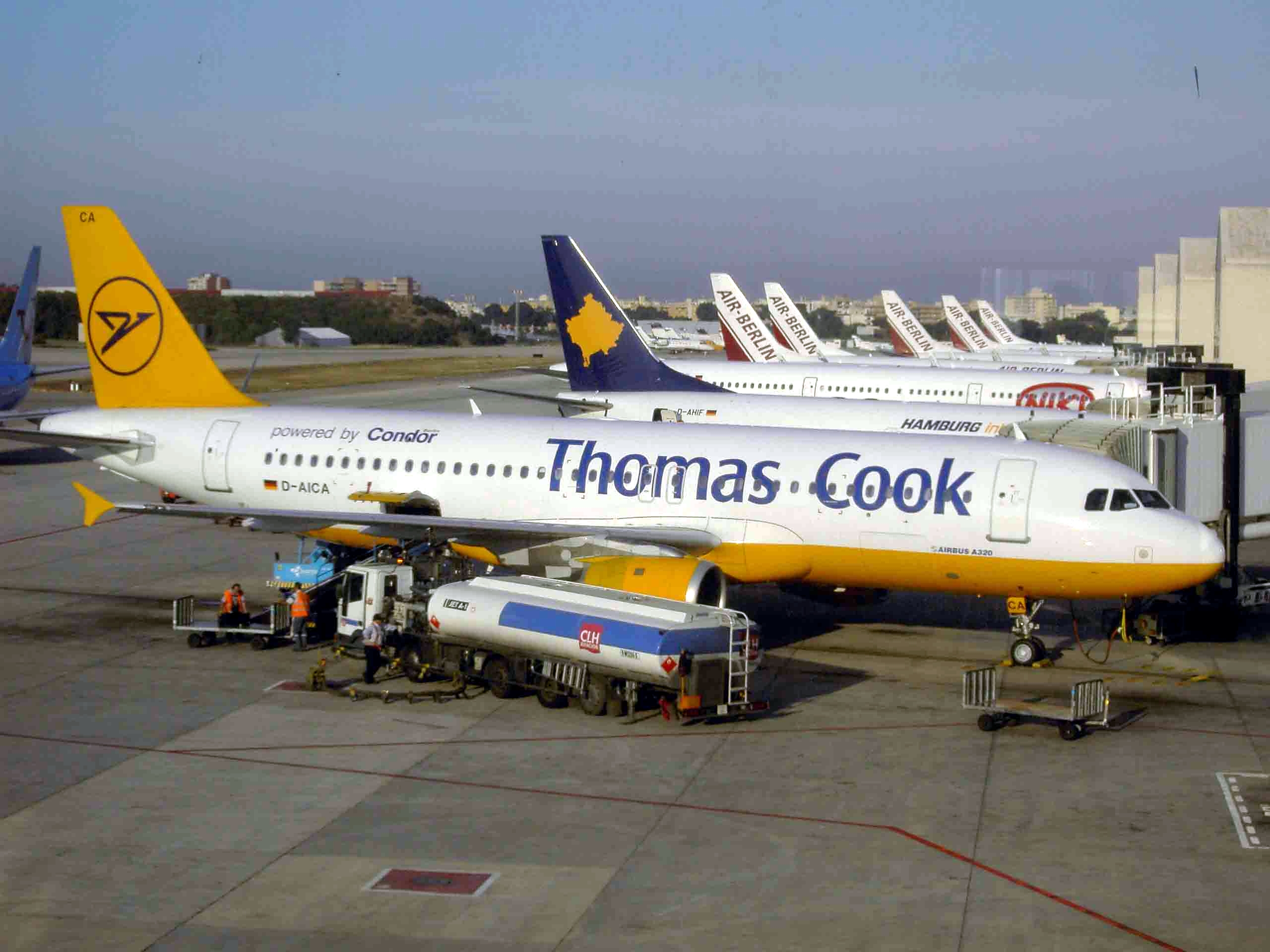
Un Airbus A320 de Condor, anciennes couleurs (années 1990).
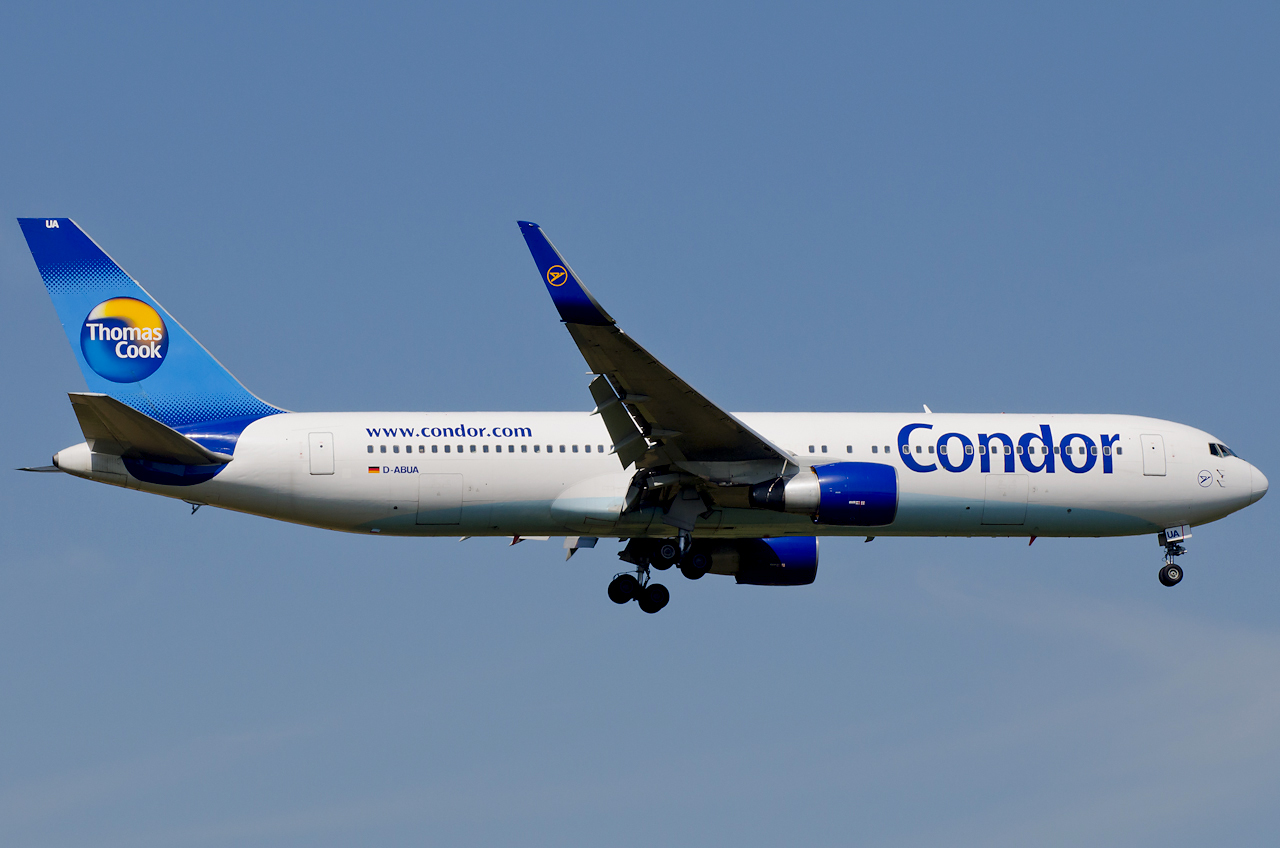
Un Boeing 767 de Condor, anciennes couleurs (années 2000).
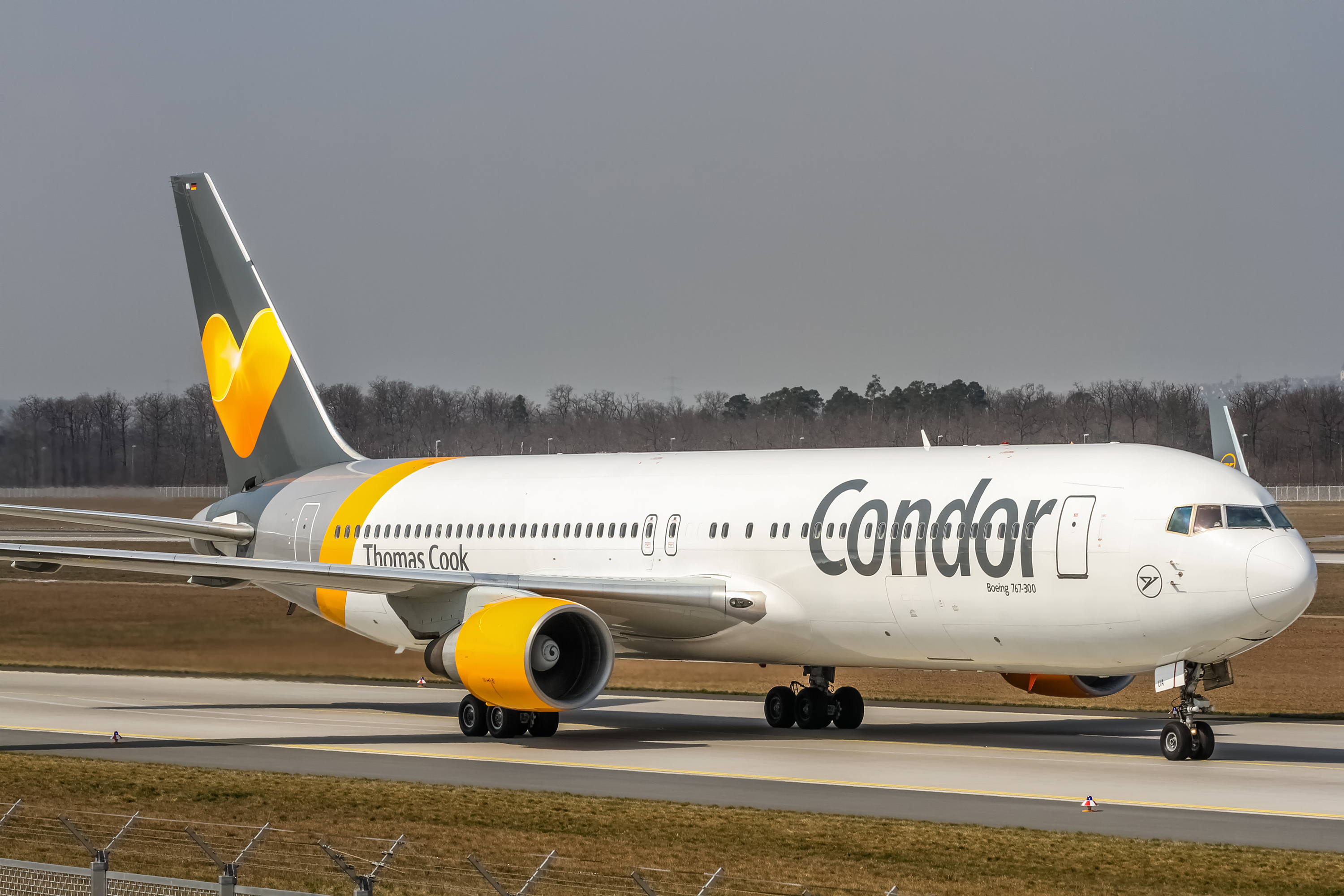
Un 767-300ER de Condor, anciennes couleurs (années 2010).
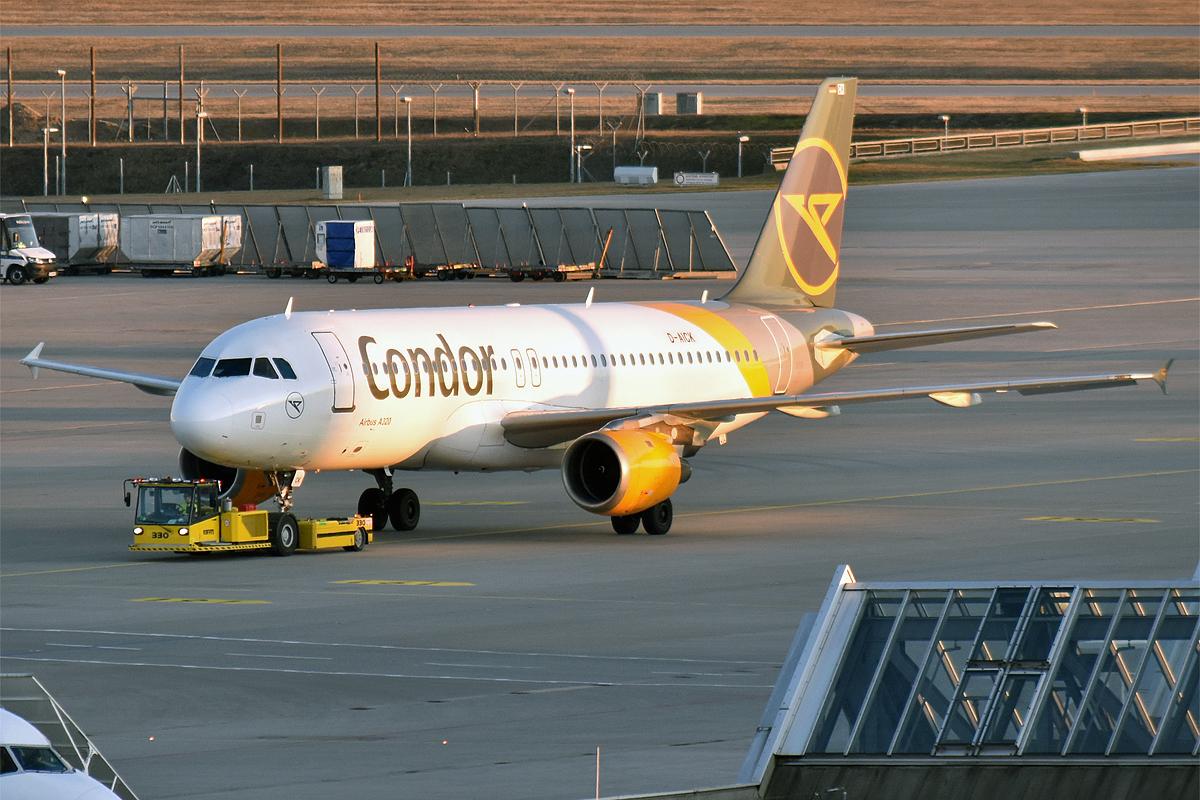
Un A320-212 de Condor, anciennes couleurs (2019-2022).
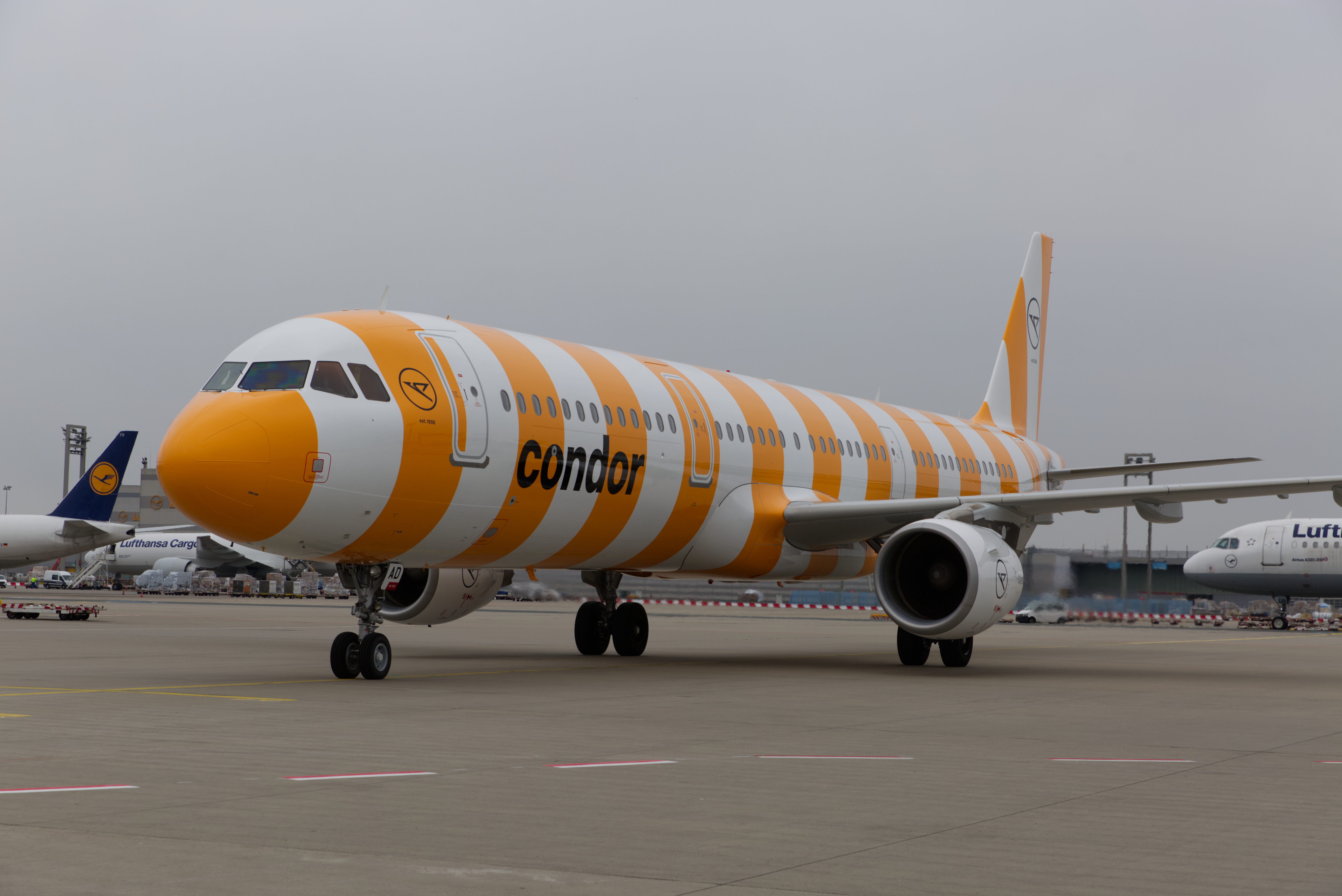
Un Airbus A321 de Condor, couleurs actuelles (depuis 2022).